# Église Notre-Dame de Termes
L'église Notre-Dame est une église située à Termes, en France.

## Localisation
L'église est située sur la commune de Termes, dans le département français de l'Aude.

## Historique
L'édifice est inscrit au titre des monuments historiques en 1951.